# Keizerrijk Korea
Het keizerrijk Korea (Koreaans: 대한제국, 大韓帝國 , Daehan-jeguk) was een keizerrijk in het noordoosten van Azië dat ontstond in 1897 en in 1910 door Japan geannexeerd werd. In 1897 riep koning Gojong zichzelf uit tot keizer.

## Achtergrond
In 1894 won het keizerrijk Japan de Eerste Chinees-Japanse Oorlog tegen de Chinese Qing-dynastie en werd erg belangrijk in de politiek van het Verre Oosten. De oorlog werd uitgevochten op Koreaanse bodem en de Joseondynastie verloor aan macht, doordat ze de buitenlandse troepen niet kon tegenhouden.
Japan kreeg, door middel van het Verdrag van Shimonoseki, controle over het Chinese schiereiland Liaodong. Daarmee stond Japan de handelsrelatie van de Qing-dynastie en de Joseondynastie in de weg en riep het een halt toe aan de Russische expansie naar het oosten. Rusland ging hier niet mee akkoord en kreeg Frankrijk en Duitsland aan zijn kant om het schiereiland terug aan China te geven. Japan kon deze druk niet weerstaan en gaf de controle over het schiereiland op.
Koningin Min (later keizerin Myeongseong, de vrouw van koning Gojong) zag in dat Rusland een nieuwe supermacht was in het oosten van Azië en erkende dit door diplomatieke relaties te onderhouden met Rusland en Japan. De koningin werd een sleutelfiguur in het Koreaanse verzet tegen de Japanse invloed. Japan zag zich bedreigd door de koningin en verving zijn ambassadeur Inoue Kaoru door Miura Goro, een diplomaat met een militaire achtergrond. Er wordt gedacht dat hij achter de moord op de koningin zat, die op 8 oktober 1895 plaatsvond in het Gyeongbokgung paleis.

## Uitroeping van het keizerrijk
Na de dood van zijn vrouw vluchtte de verwarde koning Gojong en ging in 1896 naar het Russische consulaat. Tijdens deze periode onderging Korea enkele veranderingen. De maankalender werd afgeschaft en de modernere gregoriaanse zonnekalender werd aangenomen. Rusland greep intussen ook de kans om zich te bemoeien met binnenlandse zaken. De economische exploitatie begon en er kwamen mijn- en houtbedrijven uit Rusland, de Verenigde Staten en Japan.
Er kwam een onafhankelijkheidsbeweging en in 1897 riep koning Gojong het keizerrijk Korea uit en gaf het nieuwe tijdperk voor het land de naam Gwangmu. In 1907 moest de keizer troonsafstand doen ten voordele van zijn zoon Sunjong. Het vrij zwakke land beschikte niet over een modern leger en in 1910 werd Korea geannexeerd door Japan. De tweede en laatste keizer, Sunjong, weigerde het verdrag te ondertekenen en werd afgezet.

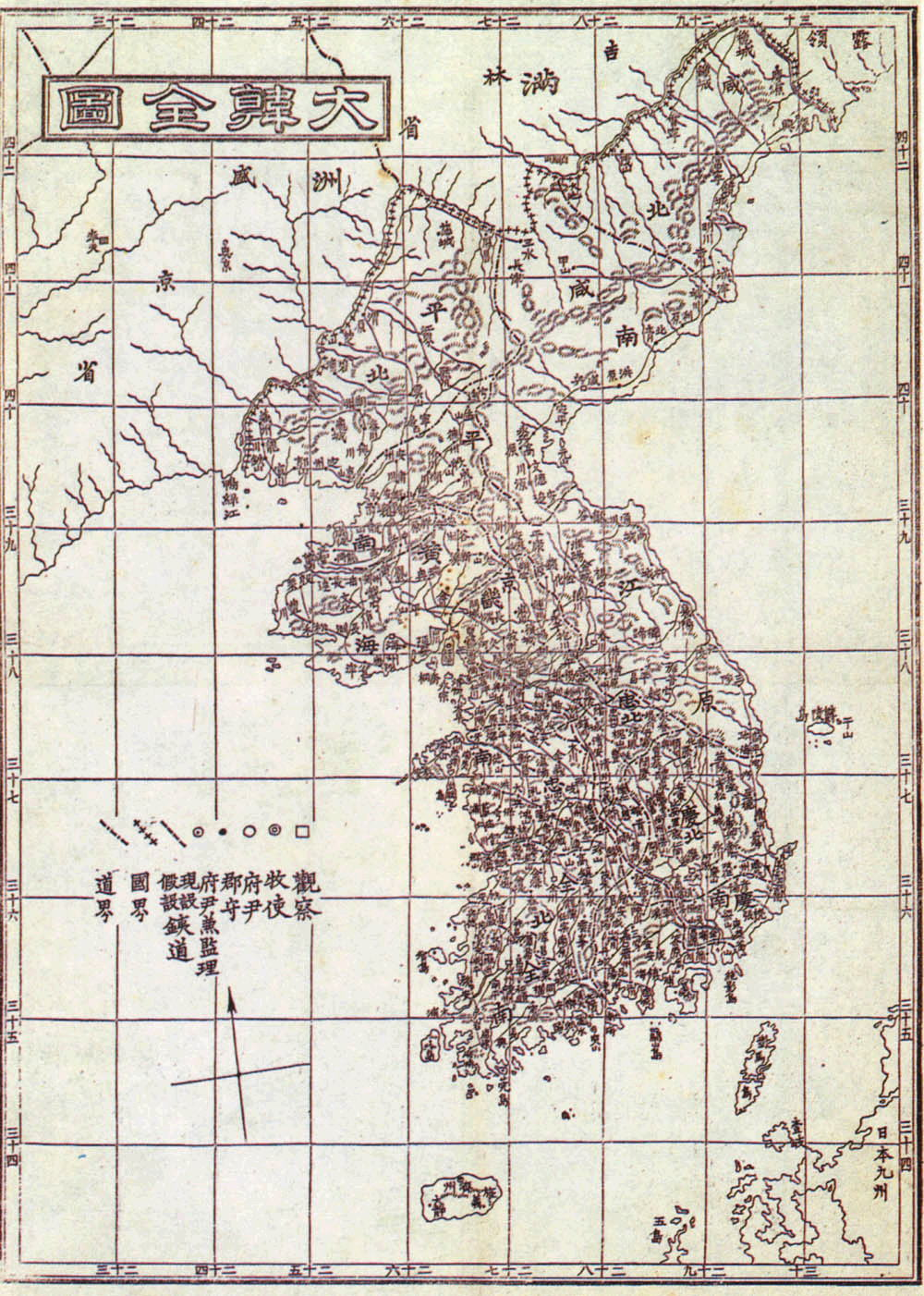
"De volledige Kaart van Grote Han" (Daehan Jeondo), een Koreaanse kaart uit 1899
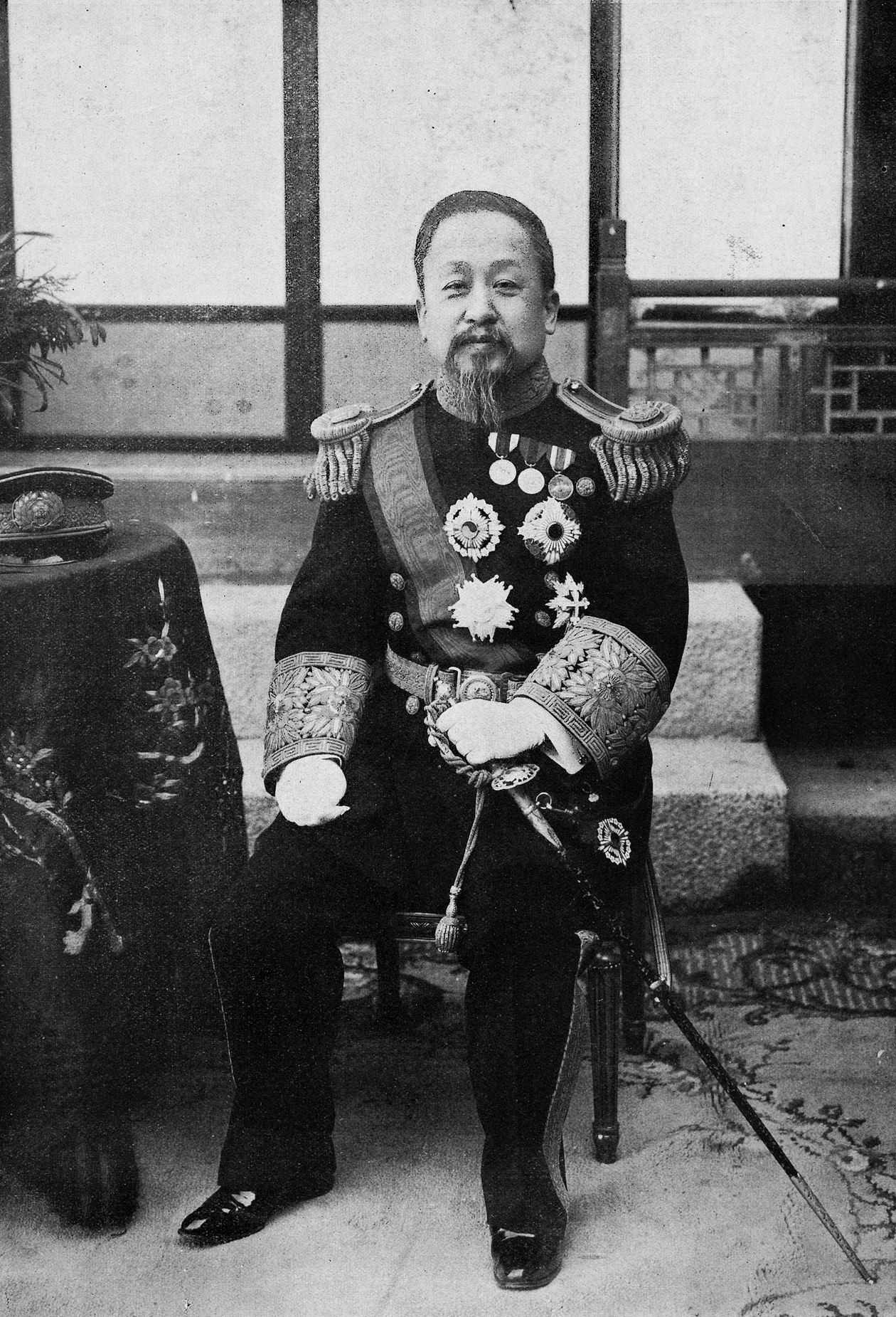
Gojong, de eerste keizer van Korea (r. 1897-1907)
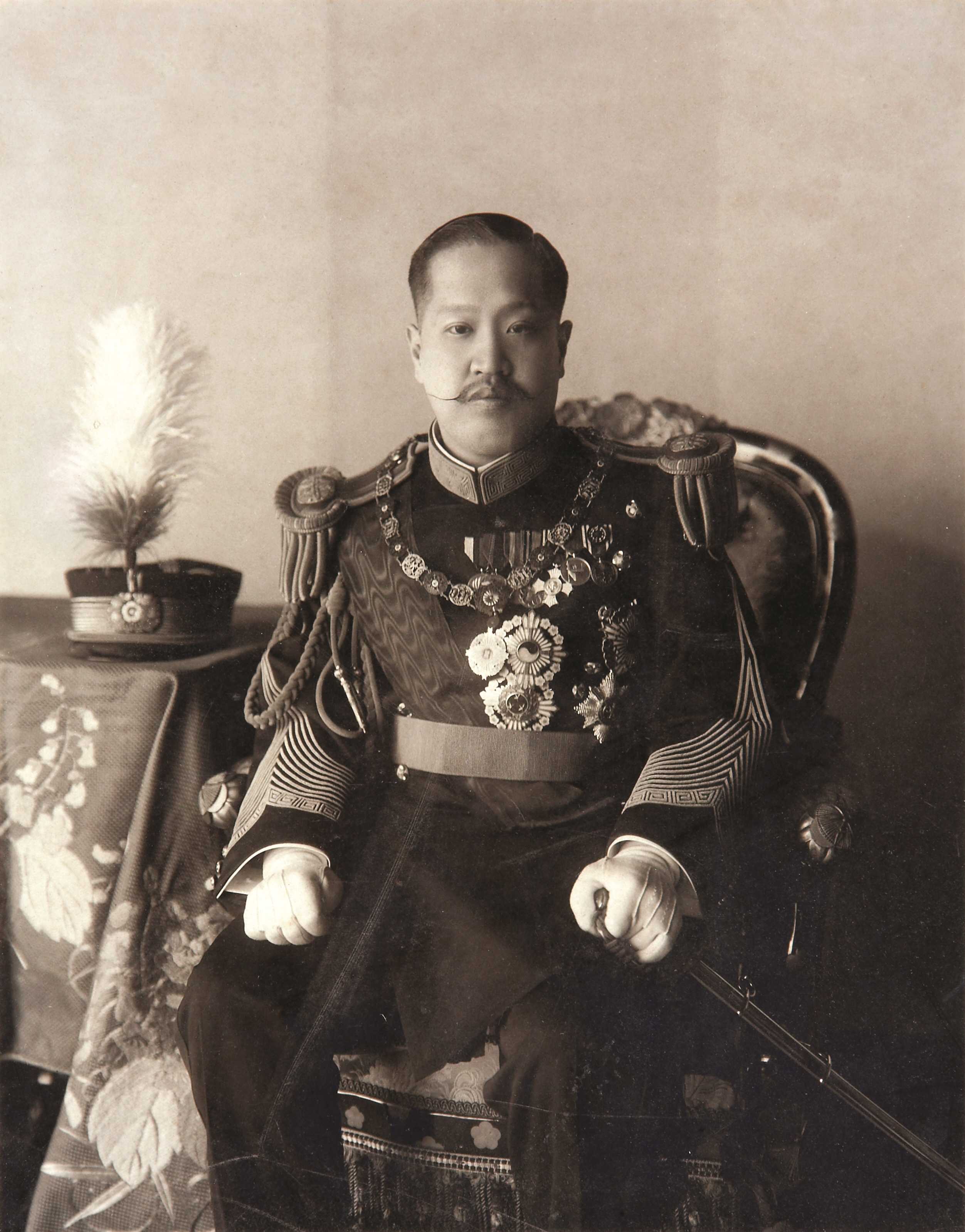
Sunjong, de tweede en laatste keizer (r. 1907-1910)
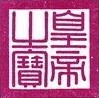
Zegel van de keizer